# Haworth (cráter)
Haworth es un cráter de impacto que se encuentra en las inmediaciones del polo sur de la Luna. El cráter Cabeus se halla a muy poca distancia.
|  |

Presenta una forma poligonal,  con un perfil significativamente deteriorado. En la parte norte de la pared del cráter se localiza una cresta masiva, que tiene el nombre no oficial de Malapert Alpha. Debido a su proximidad al polo sur, parte del cráter está casi siempre en la sombra, por lo que la topografía del cráter se ha determinado solo de forma aproximada mediante mediciones de radar. La temperatura en el fondo del cuenco del cráter tiene un valor prácticamente constante y se estima en aproximadamente 100 K.
El cráter fue fotografiado por el instrumental de radiodetección Diviner a bordo del Lunar Reconnaissance Orbiter. Se llama así por el químico británico y Premio Nobel en 1937 Walter Norman Haworth (1883-1950),

## Referencias

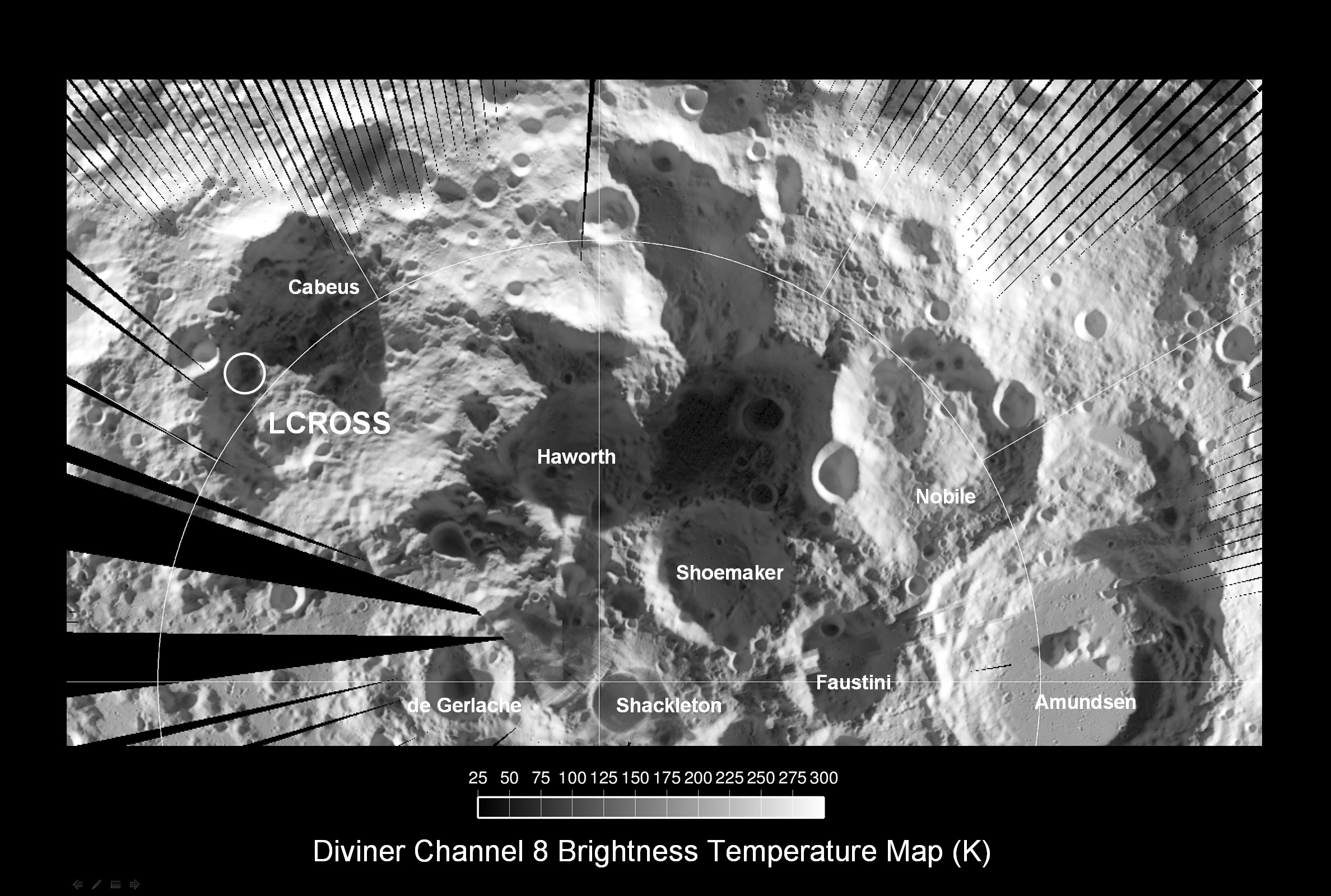
Imagen del polo sur lunar (misión Lunar Reconnaissance Orbiter)